# Eygaliers
Eygaliers (okzitanisch Aigaliers) ist ein Ort und eine französische Gemeinde mit 134 Einwohnern (Stand 1. Januar 2022) im Département Drôme in der Region Auvergne-Rhône-Alpes (vor 2016 Rhône-Alpes). Sie gehört zum Arrondissement Nyons und zum Kanton Nyons et Baronnies.

## Lage
Eygaliers liegt etwa 49 Kilometer nordöstlich von Avignon. Umgeben wird Eygaliers von den Nachbargemeinden Buis-les-Baronnies im Westen und Norden, La Roche-sur-le-Buis im Nordosten, Plaisians im Osten und Südosten sowie Saint-Léger-du-Ventoux im Süden.

## Bevölkerungsentwicklung
| Jahr                       | 1962 | 1968 | 1975 | 1982 | 1990 | 1999 | 2006 | 2019 |
| -------------------------- | ---- | ---- | ---- | ---- | ---- | ---- | ---- | ---- |
| Einwohner                  | 50   | 42   | 45   | 50   | 64   | 103  | 131  | 115  |
| Quellen: Cassini und INSEE |      |      |      |      |      |      |      |      |

## Sehenswürdigkeiten

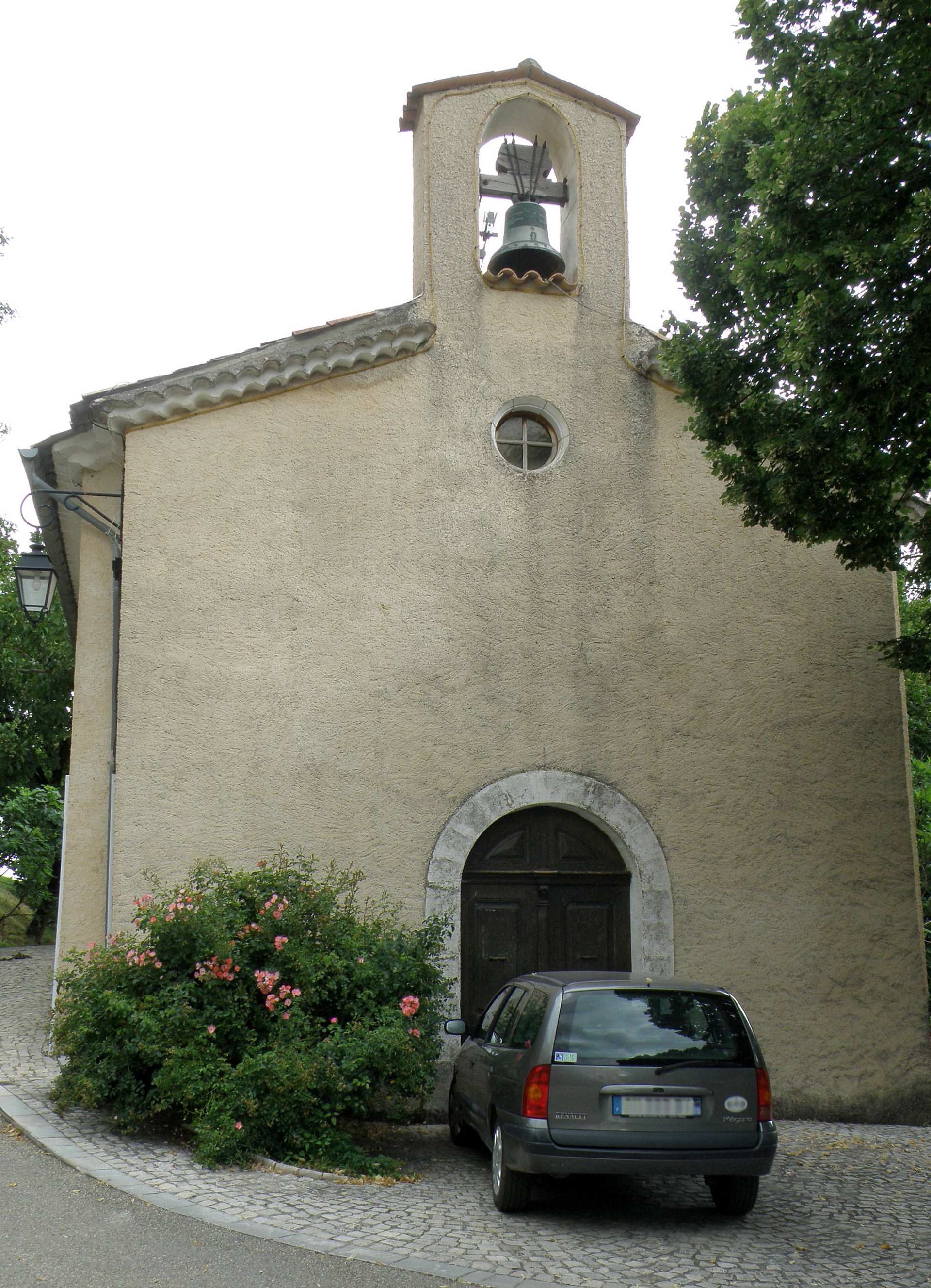
Kirche Sainte-Madeleine
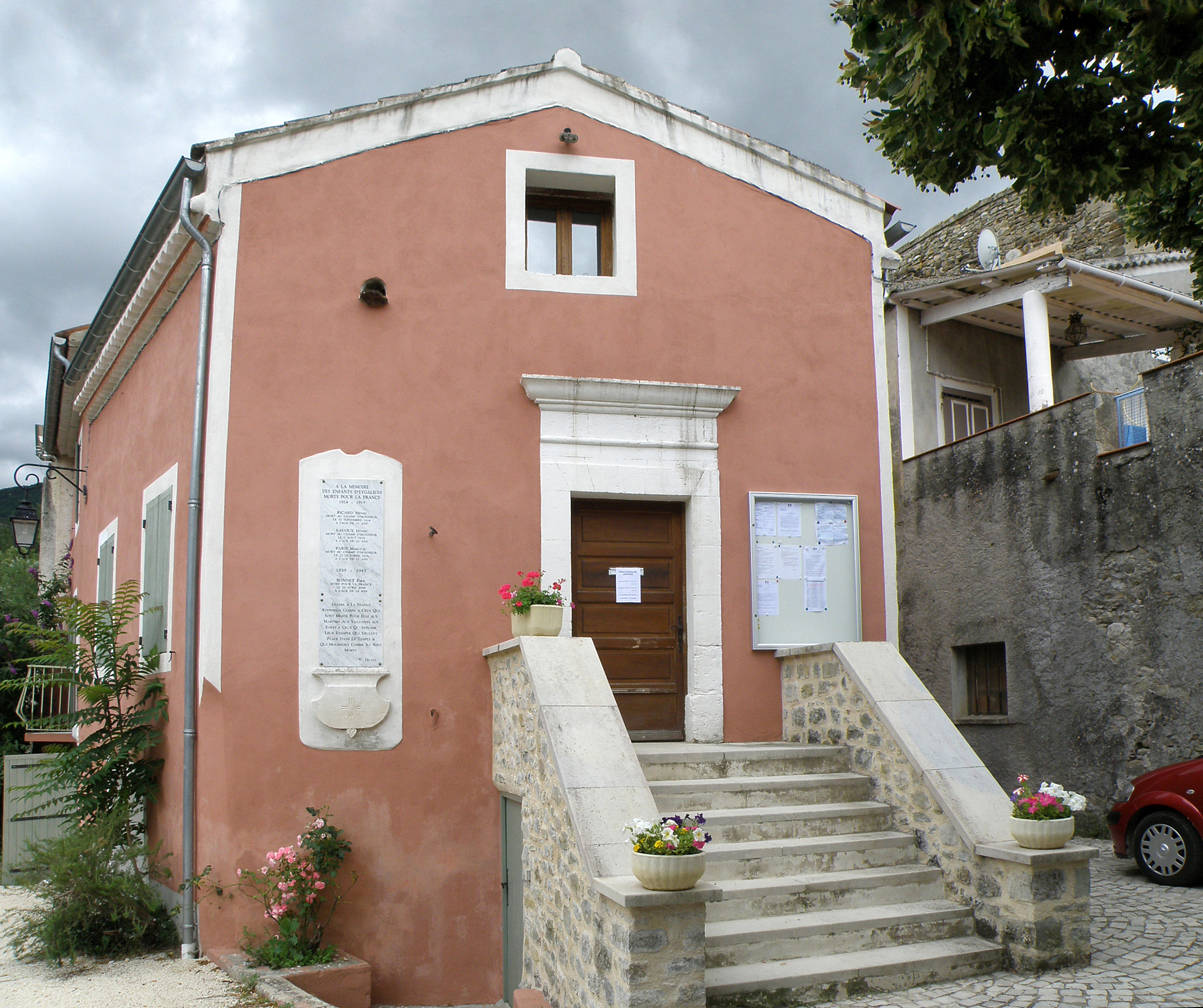
Rathaus (Mairie) von Eygaliers

- Kirche Sainte-Madeleine
- Rathaus (Mairie) von Eygaliers